# Antiimperialistische Koordination
Die Antiimperialistische Koordination (AIK) ist ein seit August 2000 bestehender internationaler Zusammenschluss verschiedener sich als antiimperialistisch verstehender Gruppen. In Österreich ist die AIK als nicht wahlwerbende Partei registriert.
Das länderübergreifende Bündnis ist aus dem italienischen Campo Antiimperialista hervorgegangen, das im deutschsprachigen Raum durch die Antiimperialistische Koordination Wien und den Verein Initiativ e. V. – Verein für Demokratie und Kultur von unten in Duisburg vertreten wird. Zu den unmittelbaren organisatorischen Vorläufern dieser beiden Gruppen gehören die Revolutionär Kommunistische Liga (Österreich) und der Maulwurf (Deutschland). Die Sektion in Wien ist laut der Landesbehörde für Verfassungsschutz Nordrhein-Westfalen eine Teilorganisation der Revolutionär Kommunistischen Liga (RKL).
Die AIK organisiert jährlich ein Sommerlager in Assisi (Italien). Bei diesen Treffen sollen „die grundsätzliche politische Ausrichtung, die Bündnisarbeit, weitere Treffen und international geplante, aufeinander abgestimmte (demonstrative) Kampagnen erörtert“ werden, es „nehmen regelmäßig Gruppierungen teil, zu deren Handlungsoptionen auch terroristische Mittel gehören“, schreibt der deutsche Verfassungsschutz.
Ein Medienecho erzielte die AIK im Jahr 2003 mit der in Assisi beschlossenen internationalen Kampagne „10 Euro für das irakische Volk im Widerstand“ (auch: „10 Euro für den irakischen Widerstand“). Im September 2007 organisierte die AIK in Wien eine pro-iranische Kundgebung, an welcher laut Heribert Schiedel auch Neonazis teilnahmen. Für Aufsehen sorgten auch die Glückwünsche der AIK an Mahmud Ahmadinedschad und die ausdrückliche Begrüßung seiner Wiederwahl, im Zuge der umstrittenen Präsidentenwahl 2009. Die AIK unterstützte auch die GAZA Freedom Flotilla.
Die „Aktion gegen den Antisemitismus in Österreich“ wirft der AIK in einem Artikel auf der Homepage des Dokumentationsarchivs des österreichischen Widerstandes „linken Antisemitismus“ vor. Die AIK weist den Vorwurf von sich.
Im Mai 2021 organisierte die AIK eine Demonstration mit der BDS-Bewegung und dem Verein Dar-al-Janub in Wien. Die JöH machte in einer Aussendung darauf aufmerksam, dass Hamas-Fahnen sowie antisemitische Transparente mit Holocaust-Relativierungen getragen und offen zur Intifada aufgerufen worden war. Es wurden daraufhin Ermittlungen aufgenommen.

## Publikationen
Die Antiimperialistische Koordination gibt das Magazin Intifada heraus, eine in Teilen inhaltliche Fortsetzung des Vorgängermagazins Bruchlinien.